# Pulsación (álbum)
Pulsación es un álbum de estudio por el bandoneonista de tango argentino Astor Piazzolla y su orquesta, grabado y editado en Argentina en 1970 por el sello Trova. El primer lado del álbum tiene los temas que se escribieron para la película experimental del mismo nombre del director Carlos Páez Vilaró, mientras que el resto del álbum se completó con instrumentales de María de Buenos Aires.

## Historia
El primer lado de Pulsación tiene los temas «Pulsación N° 1», «Pulsación N° 2», «Pulsación N° 4» y «Pulsación N° 5», que se escribieron para la película experimental Une Pulsation del director Carlos Páez Vilaró, mientras que el resto del álbum se completó con instrumentales de María de Buenos Aires, incluyendo la emblemática «Fuga y misterio». La película fue filmada en París, Francia, junto a un grupo de artistas del país. Se basa en una secuencia de imágenes tomadas por Vilaró durante un viaje alrededor del mundo con su amigo Gérard Leclery. La película se proyectó en un cine privado en Montevideo una sola vez. Luego de la realización de dicha película, Piazzolla le hizo llegar a Páez Vilaró un casete con una nota adjunta: «Gracias por la libertad que me has dado, me siento como un nuevo Piazzolla».

## Grabación
Los temas «Pulsación N° 1», «Pulsación N° 2», «Pulsación N° 4» y «Pulsación N° 5», se grabaron en agosto de 1969, mientras que las piezas instrumentales de María de Buenos Aires se registraron en agosto de 1968. En ambos casos, las grabaciones se realizaron en los Estudios ION en Buenos Aires, Argentina.

## Crítica
El crítico Glenn Astarita del sitio web AllMusic dijo: «A lo largo de todo el disco, el oyente es obsequiado con pasajes de cuerdas sonoros y temas majestuosamente enunciados. Los artistas interpretan con un estilo melodramático, en medio de un sentimiento emotivo y un lirismo melodiosamente articulado. Sin embargo, las composiciones y arreglos de Piazzolla están impregnados de firmas de tiempo enrevesadas a medida que recurre a una mezcolanza de elementos dispares, lo que da como resultado una entidad cohesiva», concluyendo sobre el primer lado del álbum que «la banda sonora cinematográfica de Piazzolla se traduce en una obra compleja, que presenta un grupo de temas memorablemente representados y orquestaciones alucinantes», concluye haciendo una crítica a la calidad técnica de las grabaciones afirmando que fue: «un gran esfuerzo, sin duda, a pesar de las características sonoras más bien planas que podrían emanar del estado del material original. Sin embargo, la música supera estos pequeños defectos».

## Lanzamiento y publicaciones
Pulsación se editó originalmente en 1970 en Argentina tanto en sonido estereofónico como monofonico por Trova y en Uruguay por el sello Clave. En Brasil se lanzó dos años después por el sello Som Livre, al año siguiente se editó en Japón por medio de la disquera Victor Musical Industries. Al igual que otras reediciones italianas de los álbumes de Astor Piazzolla, Pulsación no fue la excepción y se editó también durante su periodo italiano en 1974, mismo año en que se editó en Francia, por los sellos Carosello y Columbia respectivamente. Las primeras ediciones en CD aparecieron en 1990 en Argentina y España por el sello Trova y Alfa Records, según cada caso. Trova lo reeditó en Argentina una vez más en 1997. La primera versión estadounidense del álbum se editó por Circular Moves en 2003, en el citado año se lanzó por primera vez en CD en Brasil.

## Lista de temas
Todas las canciones escritas y compuestas por Astor Piazzolla. 
| Lado A: Banda sonora de la película Pulsación. |                   |          |  |
| N.º                                            | Título            | Duración |  |
| 1.                                             | «Pulsación No. 1» | 4:49     |  |
| 2.                                             | «Pulsación No. 2» | 4:12     |  |
| 3.                                             | «Pulsación No. 4» | 4:25     |  |
| 4.                                             | «Pulsación No. 5» | 4:03     |  |

| Lado B: Música instrumental de María de Buenos Aires. |                                                                |          |  |
| N.º                                                   | Título                                                         | Duración |  |
| 5.                                                    | «Fuga y misterio»                                              | 3:11     |  |
| 6.                                                    | «Contramilonga a la Funerala» (Astor Piazzolla/Horacio Ferrer) | 5:00     |  |
| 7.                                                    | «Allegro Tangabile»                                            | 2:50     |  |
| 8.                                                    | «Tocata Rea» (Astor Piazzolla/Horacio Ferrer)                  | 4:35     |  |
| 9.                                                    | «Tangata del Alba»                                             | 4:51     |  |

## Créditos
Músicos
- Astor Piazzolla - bandoneón
- José Bragato - violonchelo (pistas: A1 a A4), Víctor Pontino (pistas: B5 a B10)
- Kicho Díaz - contrabajo
- Arturo Schneider - flauta, saxofón
- Cacho Tirao - guitarra eléctrica
- José Corriale - percusión
- Dante Amicarelli (pistas: A1 a A4), Jaime Gosis (pistas: B5 a B9) - piano
- Antonio Agri, Hugo Baralis - violín
- Tito Bisio (pistas: B5 a B9) - vibráfono, xilófono, campanas
- Néstor Panik (pistas: B5 a B9), Simón Zlotnik (pistas: A1 a A4) - viola

Otros
- Juan B. Arruabarrena - diseño de portada
- Carlos Páez Vilaró - notas
- Luis A. Quinteros - masterización
- Alfredo I. Radoszynski - productor
- Juan Carlos Manojas, Osvaldo Acedo - grabación